# Manéhouville
Manéhouville là một xã thuộc tỉnh Seine-Maritime trong vùng Normandie miền bắc nước Pháp.

## Dân số
| Năm | 1962 | 1968 | 1975 | 1982 | 1990 | 1999 | 2006   |
| --- | ---- | ---- | ---- | ---- | ---- | ---- | ------ |
| Dân số | 153  | 141  | 171  | 206  | 218  | 181  | 182039 |
| From the year 1962 on: No double counting—residents of multiple communes (e.g. students and military personnel) are counted only once. |      |      |      |      |      |      |        |